# Dutch Open 1983

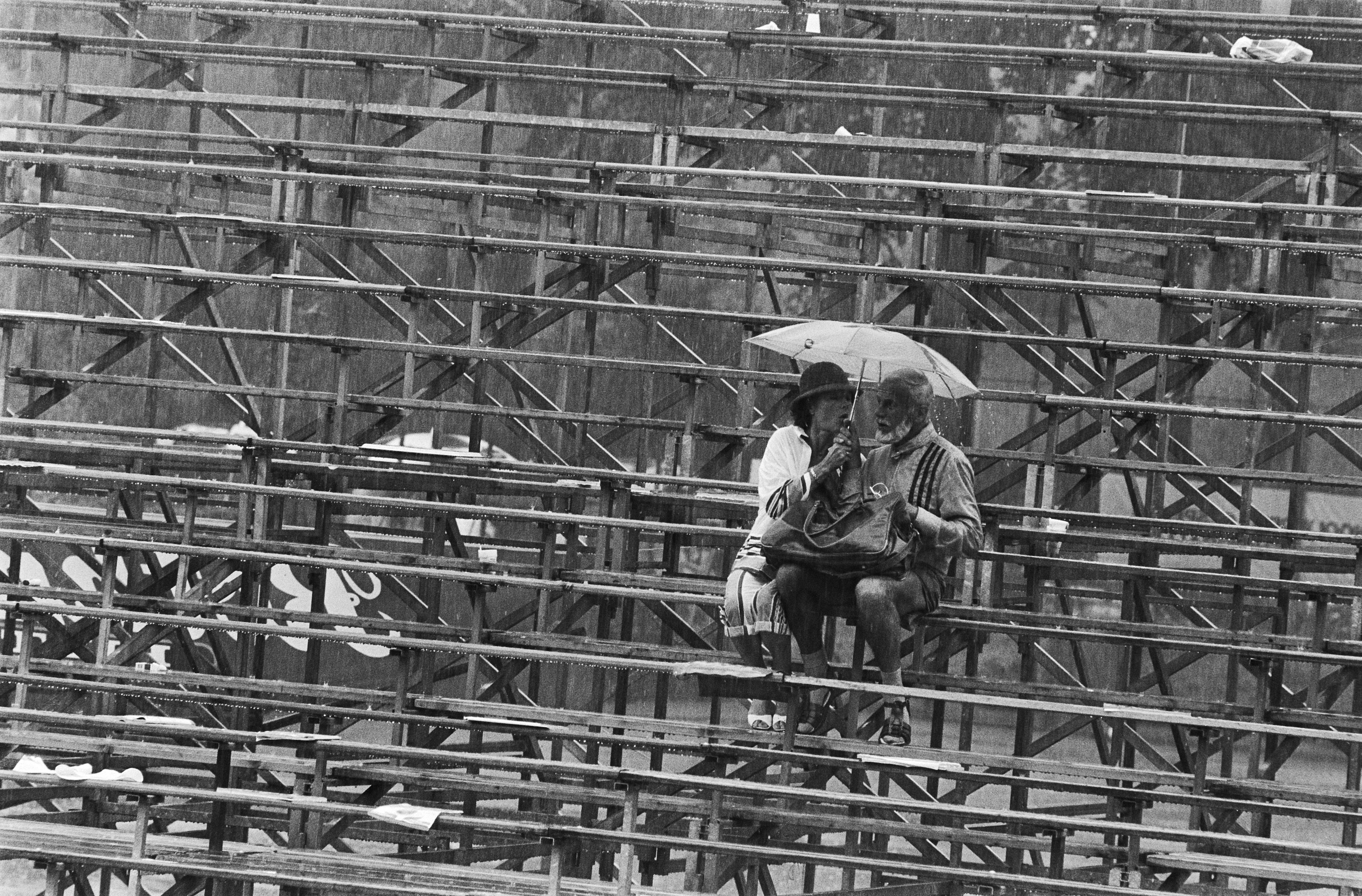
Tribune sotto la pioggia

Il Dutch Open 1983 è stato un torneo di tennis giocato sulla terra rossa. È stata la 26ª edizione del torneo, che fa parte del Volvo Grand Prix 1983. Il torneo si è giocato a Hilversum nei Paesi Bassi dal 18 al 24 luglio 1983.

## Campioni

### Singolare maschile
Tomáš Šmíd ha battuto in finale  Balázs Taróczy con il punteggio di 6–4, 6–4 

### Doppio maschile
Heinz Günthardt /  Balázs Taróczy hanno battuto in finale  Jan Kodeš /  Tomáš Šmíd con il punteggio di 3–6, 6–2, 6–3